# 슬롯 2

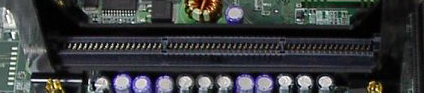
슬롯 2

슬롯 2(Slot 2)는 인텔의 Pentium II Xeon 및 Pentium III Xeon에서 사용되는 330리드 단일 에지 접촉 카트리지(에지 커넥터)의 물리적 및 전기적 사양을 나타낸다.
처음 출시되었을 때 슬롯 1 펜티엄 II는 가정, 데스크탑 및 저가형 SMP(대칭형 다중 처리) 시장에서 Pentium 및 Pentium Pro 프로세서를 대체하기 위한 것이었다. 멀티프로세서 워크스테이션 및 서버를 겨냥한 Pentium II Xeon은 동일한 P6 Deschutes 코어를 기반으로 하는 일반적인 Pentium II와 거의 유사했지만, 512KB 외에 L2 캐시 용량을 1024KB 또는 2048KB로 선택할 수 있다는 점이 다르다(코어 주파수에서 작동하는데 펜티엄 II는 비용을 줄이기 위해 CPU 속도의 50%로 실행되는 더 저렴한 타사 SRAM 칩을 사용하였음).
242리드 슬롯 1 커넥터의 설계가 제온의 최대 속도 L2 캐시를 지원하지 않았기 때문에 확장된 330리드 커넥터가 개발되었다. '슬롯 2'라고 불리는 이 새로운 커넥터는 Pentium II Xeon(코드명 'Drake')과 Pentium III Xeon(코드명 'Tanner' 및 'Cascades')에 사용되었다. 슬롯 2는 마침내 저전력 이중 프로세서 서버용 수정된 Pentium III 코드명 Tualatin이 포함된 소켓 370으로 교체되었고, 워크스테이션 및 쿼드 프로세서 서버용 Pentium 4 기반 Xeon(코드명 Foster)이 포함된 소켓 603으로 대체되었다.

## 같이 보기
- 인텔 마이크로프로세서 목록
- 인텔 제온 마이크로프로세서 목록
- 슬롯 A
- 슬롯 1